# Entrenamiento de fricción
El entrenamiento de fricción es un nuevo método de entrenamiento funcional a través de ejercicios multifuncionales. Se define como entrenamiento que engloba los distintos tipos de ejercicios funcionales localizados en la estabilidad del core, fuerza, velocidad, movilidad y potencia mediante la fuerza de rozamiento entre dos superficies en contacto. Este tipo de entrenamiento está considerado una nueva tendencia en el ámbito deportivo practicada principalmente en EE. UU.

## Aplicaciones
Se usa para realizar secuencias de ejercicios fundamentalmente orientados a mejorar el tono muscular de todo el cuerpo al igual que el desarrollo del equilibrio y de todas aquellas articulaciones implicadas.

## Materiales y Realización
Los ejercicios que se realizan son sobre una superficie lisa y resbaladiza en donde el sujeto utiliza un material adaptado en donde éste puede apoyar sus manos, pies o rodillas. A través de la utilización de una serie de almohadillas se produce una fricción segura y efectivas que en cualquier caso puede ser regulada por el sujeto combinando el grado de presión utilizando su propio peso corporal. Cuanto más presión se realice sobre las almohadillas, mayor será la intensidad al aumentar la resistencia.

## Recomendaciones
Son entrenamientos dirigidos hacia todas las edades y para cualquier nivel de entrenamiento pudiéndose trabajar de forma individual o siendo guiado por un instructor. A diferencia de las máquinas de carga guiada, el entrenamiento de fricción no hace hincapié en los movimientos mono-articulares.
Generalmente es un tipo de entrenamiento más común en clases grupales de entrenamiento express aunque con diversas posibilidades para el entrenamiento personal guiado.